# Sanskrit védique
Le sanskrit védique, également simplement appelé langue védique ou plus simplement védique, est une langue ancienne du sous-groupe indo-aryen de la famille des langues indo-européennes.
Le sanskrit védique est surtout connu comme langue utilisée dans les textes sacrés Védas et dans la littérature associée, collectés au cours de la période qui va du milieu du IIe millénaire au milieu du Ier millénaire av. J.-C.. Cette langue est transmise oralement pendant plusieurs siècles avant l'apparition de l'écriture,. Cette langue archaïque est encore utilisée pour recopier les textes fondateurs de l'hindouisme et pour les chants traditionnels védiques.
Une abondante littérature ancienne en langue sanskrite védique continue jusqu'à l'époque moderne et constitue une source majeure d'informations pour tenter de reconstituer l'histoire proto-indo-européenne et proto-indo-iranienne,.

## Histoire

### Origine préhistorique
La séparation de la langue proto-indo-iranienne en proto-iranien et en proto-indo-aryen, pour des raisons linguistiques, est estimée s'être produite vers 1800 av. J.-C. ou avant. La date d'élaboration des hymnes les plus anciens du Rig-Véda, transmis en sanskrit védique, est très incertaine, mais elle est généralement estimée à environ 1500 avant J.-C.
Asko Parpola en 1988 et James Patrick Mallory en 1998 situent tous les deux la division des Indo-Aryens et des Iraniens dans la culture de l'âge du bronze du complexe archéologique de Bactriane-Margiane (BMAC) ou civilisation de l'Oxus. Asko Parpola élabore en 1999 un modèle de reconstitution et présente les Indo-Aryens comme « proto-rigvédiques » s'introduisant dans le BMAC vers 1700 av. J.-C. Il suppose une présence indo-aryenne précoce dans l'horizon harappéen tardif à partir d'environ 1900 avant J.-C., et une intrusion « proto-rigvédique » ou proto-dardique au Pendjab correspondant à la culture funéraire du Gandhara à partir d'environ 1700 avant J.-C. Selon le modèle de Parpola, le rigvédique, au sein du vaste groupe indo-aryen, serait l'ancêtre direct des langues dardiques. 
Le sanskrit védique primitif est beaucoup moins homogène que la langue décrite par le grammairien Pāṇini, c'est-à-dire le sanskrit classique. La langue des premiers textes philosophiques Upanishads de l'hindouisme et de la littérature védique tardive se rapproche du sanskrit classique. La transformation formelle de la forme tardive de la langue sanskrite védique dans la forme sanskrite classique est attribuée au traité Aṣṭādhyāyī de Pāṇini, ainsi qu'au commentaire Mahabhasya de Patanjali et aux commentaires du grammairien Katyayana qui précède l'œuvre de Patanjali,. 
Les plus anciens documents épigraphiques faisant mention des dirigeants locaux indiens sont écrits en langue prakrit. À l'origine, la langue épigraphique de toute l'Inde est surtout le prakrit, et le sanskrit n'apparaît pour la première fois dans les inscriptions de l'Inde du Nord qu'à partir de la seconde moitié du 1er siècle avant J.-C. environ. Le sanskrit évince alors progressivement le prakrit de l'épigraphie indienne dans toutes les régions du pays.

### Chronologie

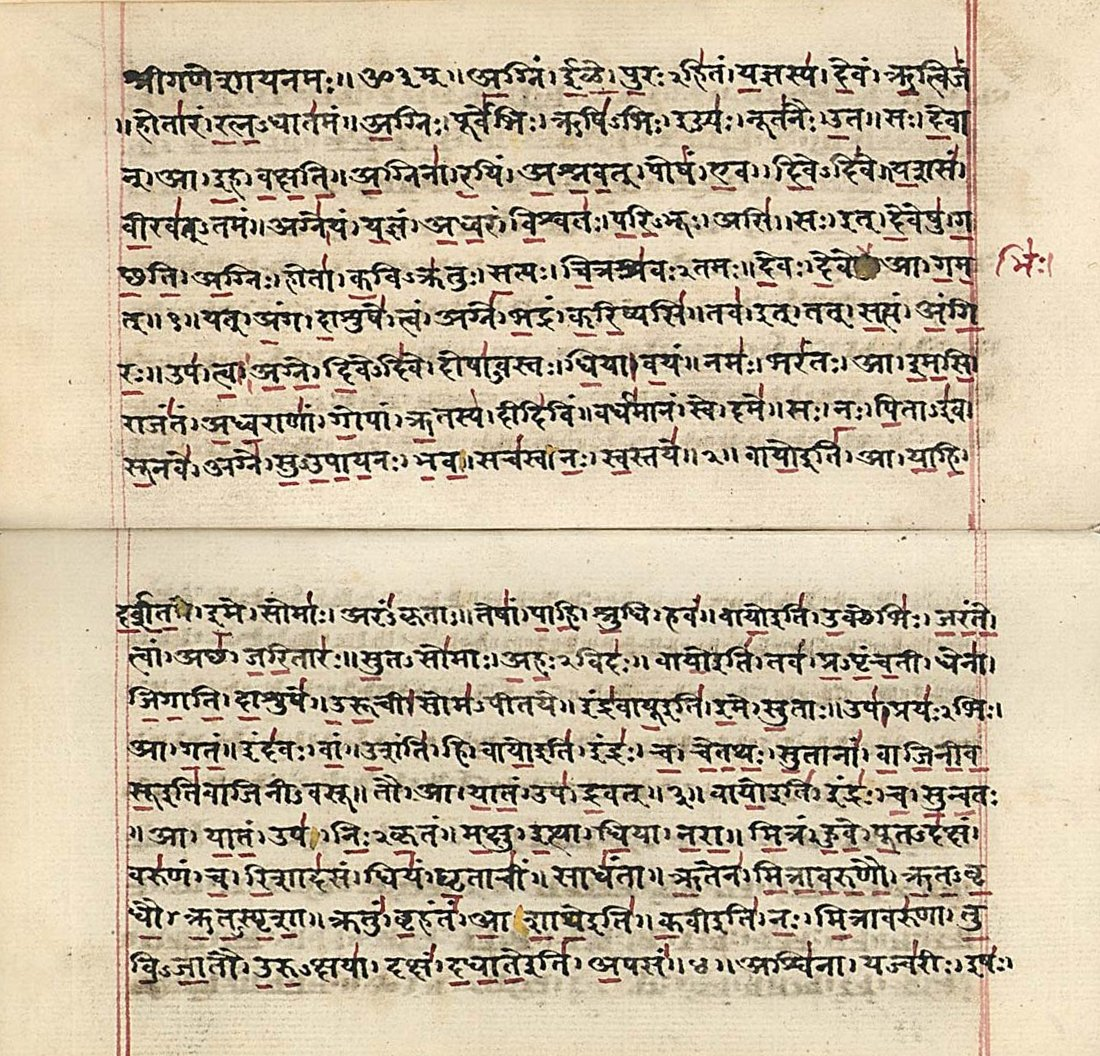
Manuscrit du Rig-Véda en langue sanskrit védique, écriture Devanagari, début XIXe siècle.

Cinq étapes distinctes et successives sont identifiées dans la langue védique et l'élaboration des textes sacrés,. Ce sont d'abord le Rig-Véda, puis les Mantra, ensuite la prose des Samhita, puis les Brahmana en prose également, enfin les Sūtras.
Les trois premiers sont communément regroupés sous l'appellation générique de Saṃhitās et comprennent les quatre Védas : ṛg, atharvan, yajus, sāman, qui tous les quatre constituent les textes les plus anciens en sanskrit védique ainsi que le fondement canonique de la religion védique et de la religion qui lui succède, plus connue sous le nom d'hindouisme. 

#### Ṛig-védique
De nombreux mots du Rig-Véda en sanskrit védique ont des liens manifestes ou des correspondances directes avec l'ancienne langue persane avestique, mais ces mêmes mots n'apparaissent pas dans les textes indiens post-rigvédiques. Le texte du Rig-Véda a dû être complété pour l'essentiel vers le XIIe siècle avant J.-C. Les étapes antérieures à 1200 av. J.-C. montrent un changement progressif dans le sanskrit védique, mais on assiste surtout à la disparition de ces correspondances et de le linguistique archaïque dans la période post-rigvédique,.

#### Langage des Mantras
La deuxième période, celle des Mantras, comprend à la fois les mantras proprement dits, mais aussi la prose de l'Atharva-Véda (Paippalada et Shaunakiya), le Ṛg·veda Khilani, le Sama-Véda Saṃhitā et les mantras du Yajurveda. Ces textes sont en grande partie dérivés du Ṛig·Véda, mais ils ont subi certaines modifications, à la fois par changement linguistique et par réinterprétation. Par exemple, le système verbal injonctif, plus ancien, n’est plus utilisé,.

#### Samhita
Lors de la période des Samhita, un changement linguistique important est la disparition de l'injonctif, du subjonctif, de l'optatif et de l'impératif (l'aoriste). Des innovations apparaissent dans le sanskrit védique, comme le développement de formes aoristes périphrastiques. Ce changement a dû se produire avant l'époque du grammairien Pāṇini, car celui-ci dresse une liste de ceux de la région nord-ouest de l'Inde qui connaissaient encore ces anciennes règles du sanskrit védique,.

#### Prose Brahmana
Dans l'étape Brahmana de la littérature védique, le système verbal sanskrit védique archaïque est abandonné et un prototype de structure sanskrite védique antérieur à Panini émerge et se met en place. Les textes Yajñagāthās fournissent un lien probable entre le sanskrit védique, le sanskrit classique et les langues utilisées pour les épopées. Des versifications et métriques complexes tels que l'Anuṣṭubh et les règles de prosodie sanskrite sont en cours d'innovation à cette époque, mais certaines parties des couches Brāhmaṇa montrent que la langue reste encore assez proche du sanskrit védique,.

#### Langue des Sutras
La langue des Sutras est la dernière étape de la littérature védique, qui comprend la plus grande partie des Śrautasūtras et des Gṛhyasūtras, ainsi que certaines Upaniṣads comme la Kaṭha Upaniṣad et la Maitrāyaṇiya Upaniṣad. Ces textes montrent l'état de la langue qui sert de base à la codification de Pāṇini en sanskrit classique.

## Phonologie
Le sanskrit védique est différent du sanskrit classique, de même que par exemple le grec homérique se distingue du grec classique.
En phonologie, les différences suivantes peuvent être observées :
Le sanskrit védique avait une approximante latérale rétroflexe voisée, ainsi que son homologue à voix essoufflée, qui ne subsistent pas dans le sanskrit classique ; selon Macdonell, il s'agirait d'allophones des occlusives correspondantes ḍ ( /ɖ/ ) et ḍh ( /ɖʱ/ ) ; ces unités pourraient également fonctionner métriquement comme un groupe, suggérant des prononciations proto-indo-aryennes de *[ʐɖ] et *[ʐɖʱ] (voir le superstrat indo-aryen dans le Mitanni) avant la perte des sifflantes sonores, qui se produit après la scission du proto-indo-iranien.
Les voyelles e et o sont représentées dans le sanskrit védique comme des diphtongues ai et au, mais elles sont devenues des monophtongues dans le sanskrit ultérieur, comme daivá- > devá- et áika- > ekā-. Cependant, la qualité diphtongue réapparaît encore dans le sandhi.
Les voyelles ai et au ont été réalisées de manière correspondante en védique sous forme de longues diphtongues āi et āu, mais elles sont devenues également courtes en sanskrit classique : dyā́us > dyáus.
Les Prātiśākhyas affirment que les consonnes « dentales » sont articulées à partir de la crête des dents (dantamūlīya, alvéolaire), mais elles ne deviennent que plus tard des dentales, alors que la plupart des autres autorités, y compris Pāṇini, les désignent déjà comme des dentales. 
Les Prātiśākhyas sont incohérents à propos de [ r ] mais affirment généralement qu'il s'agit également d'un dantamūlīya. Selon Pāṇini, il s'agit d'une consonne rétroflexe.
Les voyelles pluti (trimoraïques) sont sur le point de devenir phonémiques au cours du védique moyen, mais elles disparaissent de nouveau.
Le sanskrit védique permet souvent à deux voyelles semblables de se réunir dans certains cas en hiatus sans fusion pendant le sandhi, ce qui est interprété comme l'influence d'un ancien larynx encore présent dans l'étape proto-indo-iranienne de la langue : indo-européen commun (PIE) *h₂weh₁·nt- → va·ata-.

### Accentuation
Le sanskrit védique possède un accent de hauteur pouvant même changer le sens des mots, et qui est encore utilisé à l'époque de Pāṇini, comme on peut le déduire des systèmes qu'il utilise pour indiquer la position de l'accent. Plus tard, cet accent de hauteur est remplacé par un accent tonique limité à la deuxième et à la quatrième syllabes à partir de la fin.
Un petit nombre de mots dans la prononciation tardive du sanskrit védique portent ce qu'on appelle la « svarita indépendante » sur une voyelle courte, en conséquence le sanskrit védique tardif est marginalement une langue tonale. Mais dans les versions restaurées métriquement du Rig Veda, presque toutes les syllabes portant un svarita indépendant doivent revenir à une séquence de deux syllabes, dont la première porte un udātta et la seconde un svarita "dépendant". Le sanskrit védique primitif n'est donc en aucun cas une langue tonale comme le chinois, mais bien une langue à accent tonal comme le japonais, cette accentuation étant héritée de l'accent proto-indo-européen.
L'accent tonique n'est cependant pas limité au sanskrit védique. Le premier grammairien sanskrit Pāṇini donne des règles d'accentuation pour la langue parlée à son époque post-védique, ainsi que pour les différentes sortes d'accent védique. Mais aucun texte post-védique existant avec des accents n'a été trouvé.

### Pluti
Le pluti, ou prolation, est le mot désignant les voyelles prolongées ou trop longues en sanskrit ; les voyelles trop longues ou prolatées sont elles-mêmes appelées pluta. Les voyelles pluta sont écrites d'habitude avec le chiffre « 3 » (३) pour indiquer la longueur de trois morae (trimātra),.
Une diphtongue est dite prolatée par la prolongation de sa première voyelle. Les grammairiens disciples de Pāṇini reconnaissent l'occurrence phonétique de diphtongues durant plus de trois morae, mais ils les classent quand même comme prolatées (c'est-à-dire trimoraïques) pour garder une division strictement tripartite de la longueur vocalique entre hrasva (court, 1 mora), dīrgha (long, 2 morae) et pluta (prolaté, 3+ morae),.

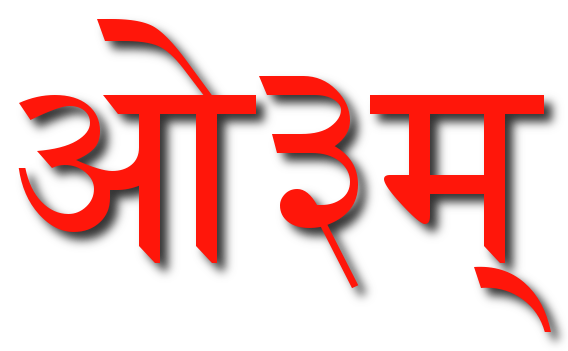
La syllabe Aum (ओ३म्) rendue avec pluta.

Les voyelles pluta se rencontrent trois fois dans le Rigveda et quinze fois dans l'Atharvaveda, surtout dans des cas d'interrogation, en particulier lorsque deux possibilités sont comparées,, par exemple :
« adháḥ svid āsî3d upári svid āsī3t » signifiant « C'était en haut ? C'était en bas ? » (Rig-Véda 10.129.5d).
« idáṃ bhûyā3 idâ3miti » signifiant : « Est-ce que c'est plus grand ? Où ça ? » (Atharva-Véda 9.6.18).
Les pluti sont particulièrement fréquents et populaires à l'époque Brahmana à la fin du sanskrit védique, vers le VIIIe siècle avant J.-C., avec environ quarante occurrences dans le seul Shatapatha Brahmana.

### Phonologie
- Accents védiques
- Frederik Kortlandt "Accent et ablaut dans les verbes védiques"
- Melissa Frazier « L'accent dans les noms athématiques proto-indo-européens et son développement en védique » (lien obsolète) Copie des archives Internet
- Arthur Anthony Macdonell « Une grammaire védique pour les étudiants : Annexe II : Le mètre védique »

### Autres
- « Keyswap – IAST Diacritics Windows Software », YesVedanta, 9 août 2018 — Logiciel de clavier en alphabet international pour le sanskrit.
- « Online Sanskrit Dictionary » — Résultats dans Monier Williams etc.
- « The Sanskrit Grammarian » — Déclinaison et conjugaison du sanskrit en ligne.